# أ. هولي باترسون
أ. هولي باترسون هو سياسي أمريكي، ولد في 31 مايو 1898، وتوفي في 20 سبتمبر 1980. نشط حزبياً في الحزب الجمهوري.